# Helga Vockenhuber
Helga Vockenhuber (* 1963 in Mondsee) ist eine österreichische Künstlerin und Bildhauerin. Ihre Werke sind Teil vieler öffentlicher und privater Sammlungen.

## Leben
Helga Vockenhuber wuchs mit zwei Geschwistern bei Salzburg auf. Nach einer Ausbildung zur Zahntechnikerin machte sie sich als Schmuckdesignerin selbstständig. Zusätzlich arbeitete sie als Formenbauerin für das Land Oberösterreich an der Reproduktion bedeutender Skulpturen. Seit über drei Jahrzehnten widmet sich Vockenhuber selbstständig der freien Kunstschöpfung. In Abständen von etwa zwei Jahren bringt sie eine neue monumentale Skulptur hervor.
Sie lebt in Mondsee (Österreich) und Pietrasanta (Toskana, Italien), wo sie im Studio an meterhohen Bronzeskulpturen arbeitet.

## Werk

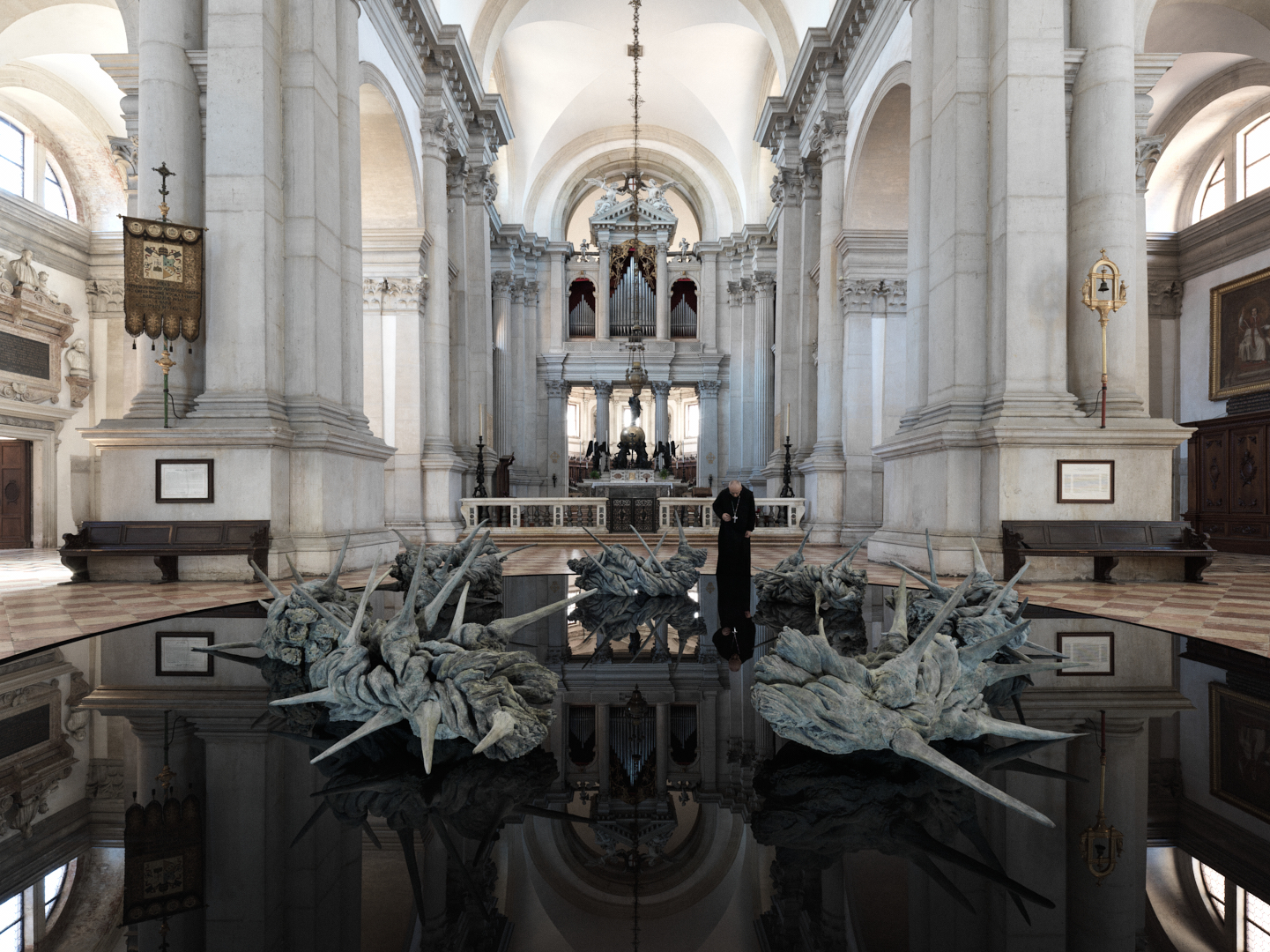
broken crown of thorns in der Ausstellung Belonging (Venedig 2023)

Vockenhubers Skulpturen beschäftigen sich mit den zentralen Fragen der Weltreligionen und dem Weg des Individuums zu innerem Frieden und zu sich selbst. Für ihr Bronzewerk „Contemplation“ begab sie sich auf die Suche nach einer spirituellen Sinnlichkeit des menschlichen Körpers und vereinte in ihm charakteristische Merkmale von Menschen unterschiedlicher Herkunft. „Ich möchte dem Alltag eine Seele geben“, sagt sie, „und Dinge schaffen, die den Blick der Menschen auf die Welt verändern.“ In ihrer Kunst geht es darum, „die Verwirrungen einer Gesellschaft zu überwinden, die den Begriff Seele offenbar aus ihrem kulturellen Horizont verbannt hat“, wie es Gerhard Zschock in dem Buch „Soli Deo Gloria“ ausdrückt. Das Symboluniversum ihrer Kunst konzentriert sich um drei spirituelle Achsen: das Antlitz, den Körper und den Kosmos. Die Figurativität von Lilien und Rosen im Werk von Vockenhuber verweist auf das unersättliche Verlangen nach Harmonie, indem sie den Kosmos repräsentieren. In der Symbolik sowie in der italienischen Kultur wird die Lilie als männlich und die Rose als weiblich angesehen. Im christlichen Kontext symbolisieren die Lilie und die Rose Reinheit und Unschuld, grundlegende Themen, die in Helga Vockenhubers Kunst eine zentrale Rolle spielen. Ihre Werke streben danach, die Menschheit auf ihrem Weg zur inneren Gelassenheit und Selbstfindung zu führen, mit dem Ziel, in die verlorene Unschuld und Reinheit des Paradieses zurückzukehren, wo die Rosen noch ohne Dornen blühten. Diese Vorstellung von einem Zustand vollkommener Harmonie und Unschuld wird durch Legenden unterstützt, die besagen, dass die Dornen erst nach dem Sündenfall in die Welt gekommen sind. Somit wird in Vockenhubers Kunst die Sehnsucht nach einer Rückkehr zu diesem paradiesischen Zustand manifestiert, indem sie die Betrachter dazu anregt, ihre eigenen inneren Konflikte zu überwinden und den Weg zur ursprüngliche Unversehrtheit und Schönheit der Natur, des Lebens zu finden.

## Ausgewählte Skulpturen

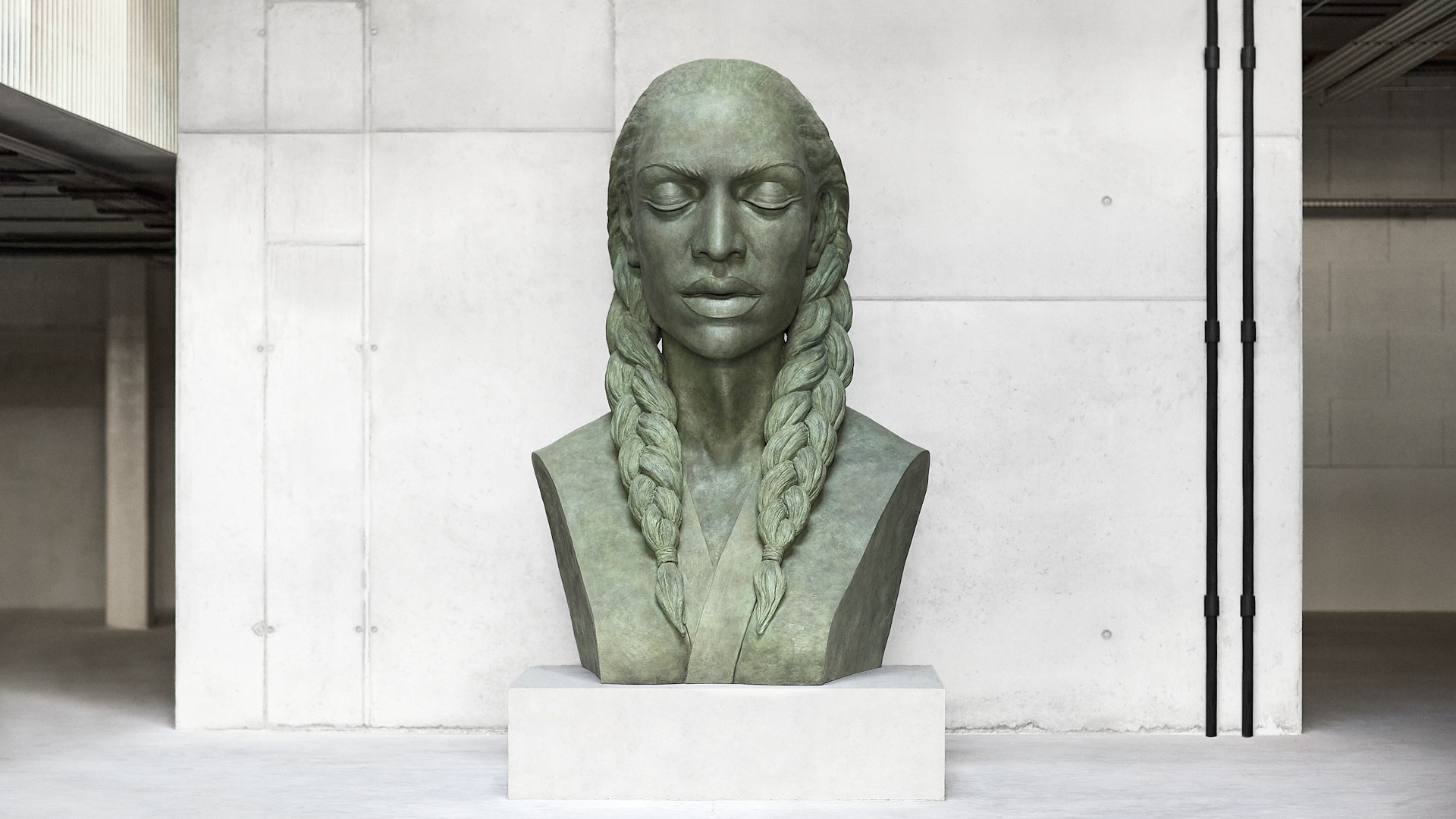
Maddalena
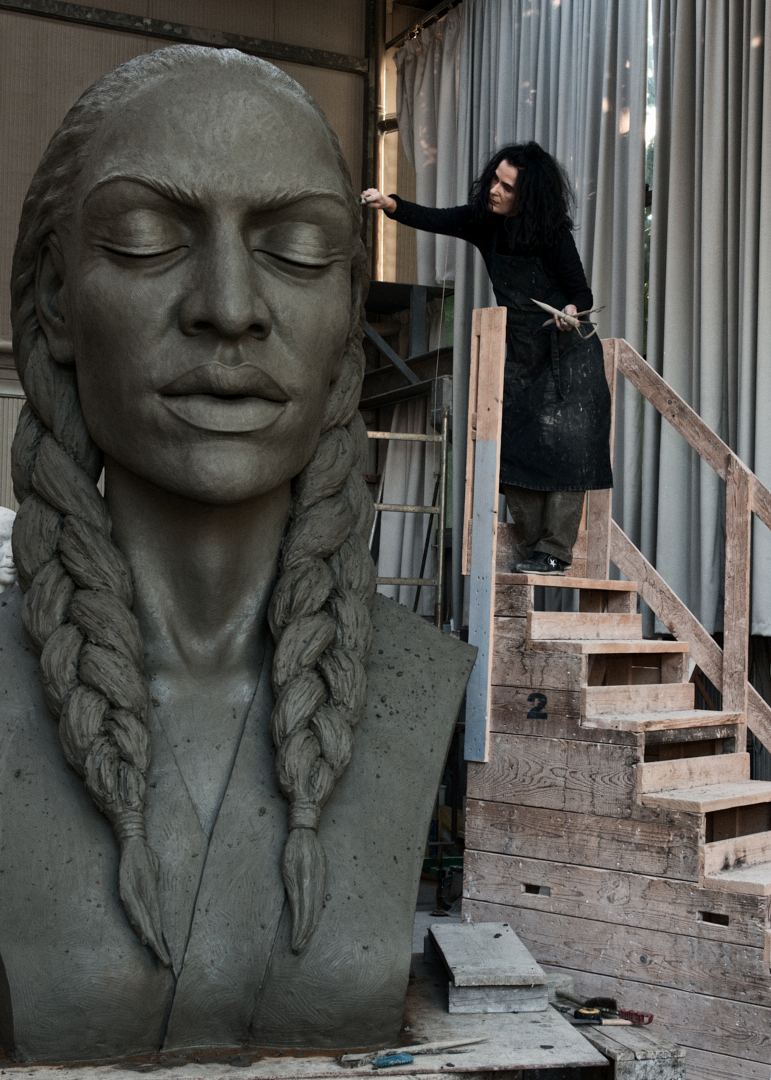
Maddalena in Ton
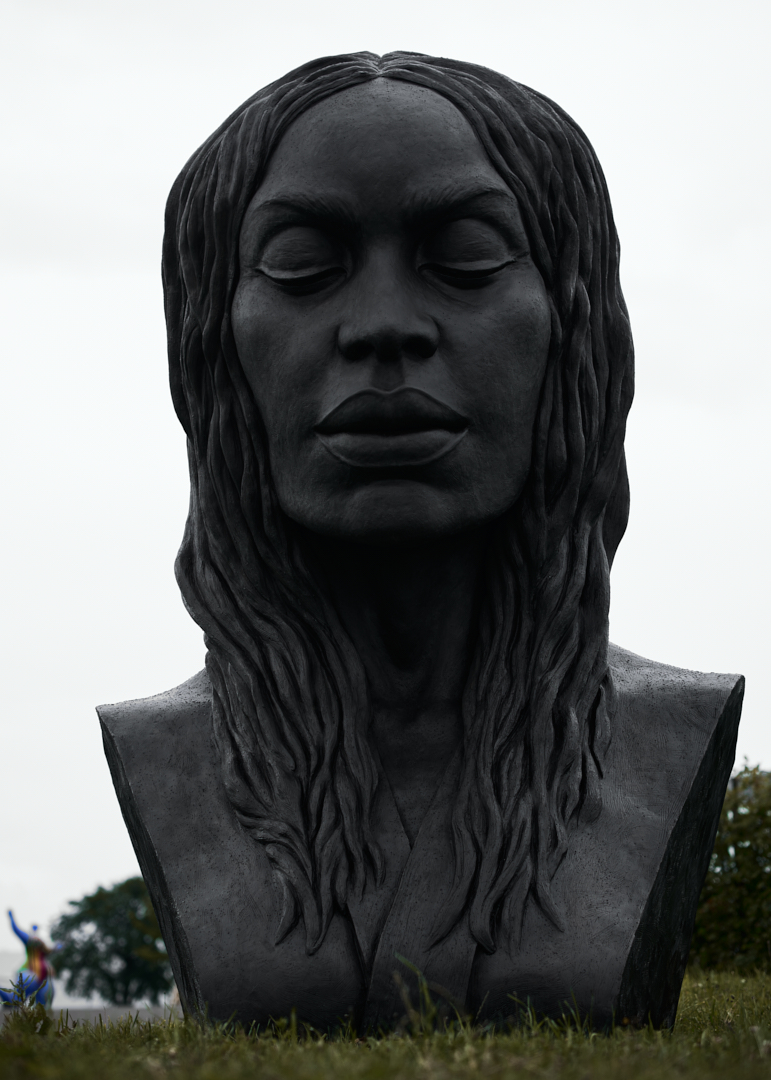
Nuova Eva
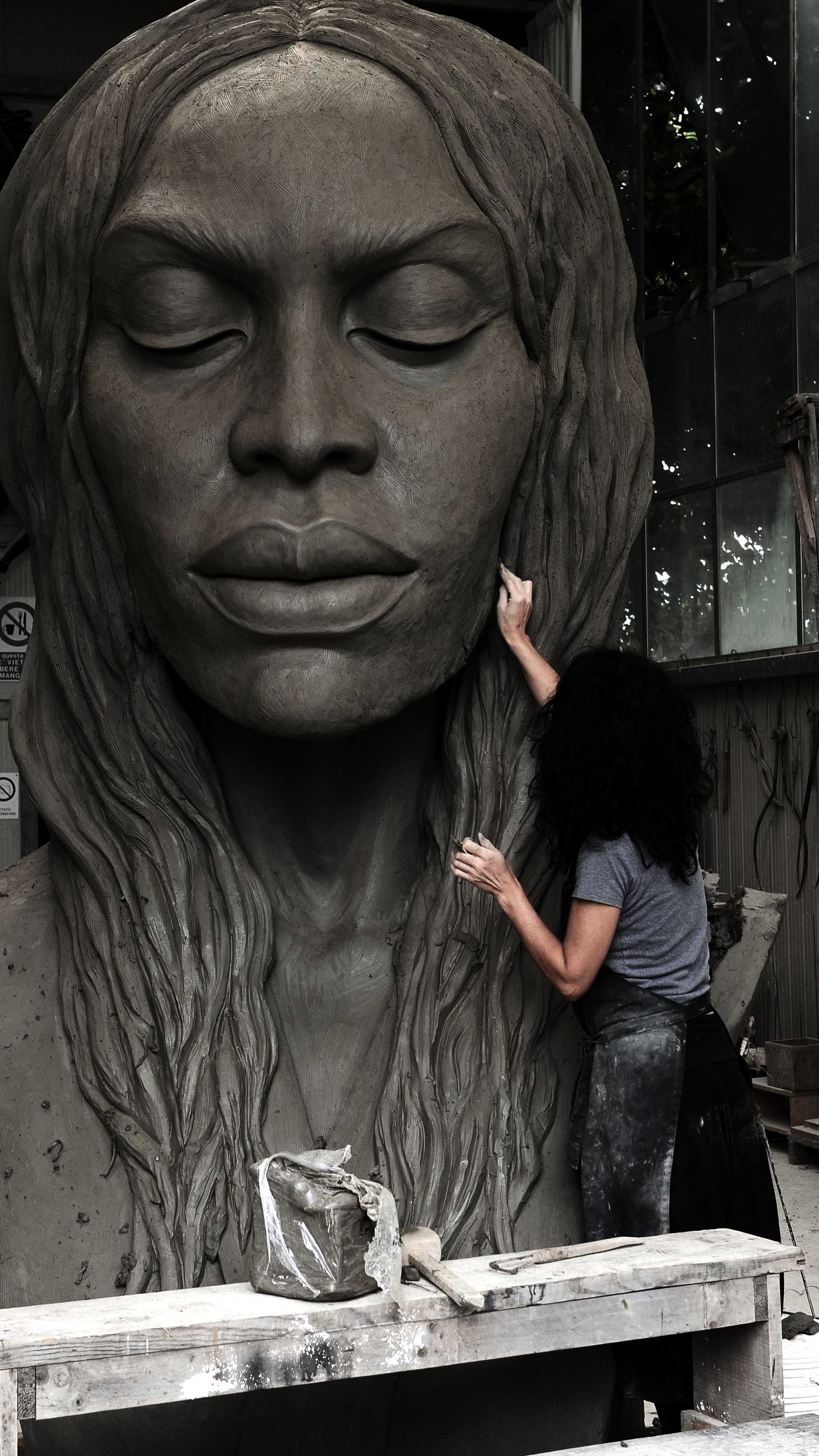
Nuova Eva in Ton

## Einzelausstellungen (Auswahl)
- 2007: Contemplation, Museum der Moderne Salzburg, Salzburg
- 2009: L’eccesso e la misura, Arte & Città, San Giovanni in Persiceto, Bologna
- 2010: I gigli, del Chiaro Artconnection, Lucca
- 2013: I gigli del mare, Forte dei Marmi
- 2014: Helga Vockenhuber - Schloss Leopoldskron, Salzburg
- 2015: Il Dono dell’Armonia I, Palazzo Piccolomini[6] und Piazza pio II, Pienza
- 2015: Il Dono dell’Armonia II, Villa Bardini, Florenz
- 2015: Il Dono dell’Armonia III, Palazzo Medici Riccardi, Florenz
- 2016: Helga Vockenhuber - contemplation, a spiritual dialogue of sculptures on the beauty and purity of flowers, Paul Smith, Hamburg
- 2017: Helga Vockenhuber - Italian Seagroup, The Italian Sea Group, Marina di Carrara
- 2018: 7. Schweizerische Triennale der Skulptur, Bad Ragaz
- 2019: Gigli della Laguna, Palazzo Pisani Gritti, Venedig
- 2020: Würth and the Outdoor Arts, Museum Würth 2, Künzelsau
- 2021: Kunst im Baummuseum, Enea Baummuseum, Rapperswil-Jona
- 2023: Belonging. Im Rahmen der Architekturbiennale, Basilica di San Giorgio Maggiore, Venedig[7]
- 2023: le rose della mente, Fünf Höfe, München[8]
- 2024: Mediatiando il segreto d'ogni vita. Palazzo Papadopoli, Venedig[9]
- 2025: Corona Gloriae, Pantheon, Rom

## Kunstmessen (Auswahl)
- 2007: Art Miami, Amerika
- 2007: Shanghai Fine Jewellry & Art Fair, China
- 2007: Moscow World Fine Arts Fair, Russland
- 2008: Bridge Art Fair, New York, Amerika
- 2008: Residenz Salzburg, Österreich
- 2008: Art & Antiques, Dubai
- 2008: Palm Beach 1 / Palm Beach 2 / Palm Beach 3; Amerika[8]

## Publikationen
Monographien und Ausstellungskataloge von oder unter Mitwirkung des Kurators Giuseppe Cordoni:
- Il Dono dell’Armonia. 2013
- Soli Deo Gloria. 2013
- L’anima trovata. 2013[10]
- Omaggio dei poeti versiliesi a Helga Vockenhuber. 2014
- Ich möchte dem Alltag eine Seele geben. 2014